# Obere Kirche (Velká Lhota)

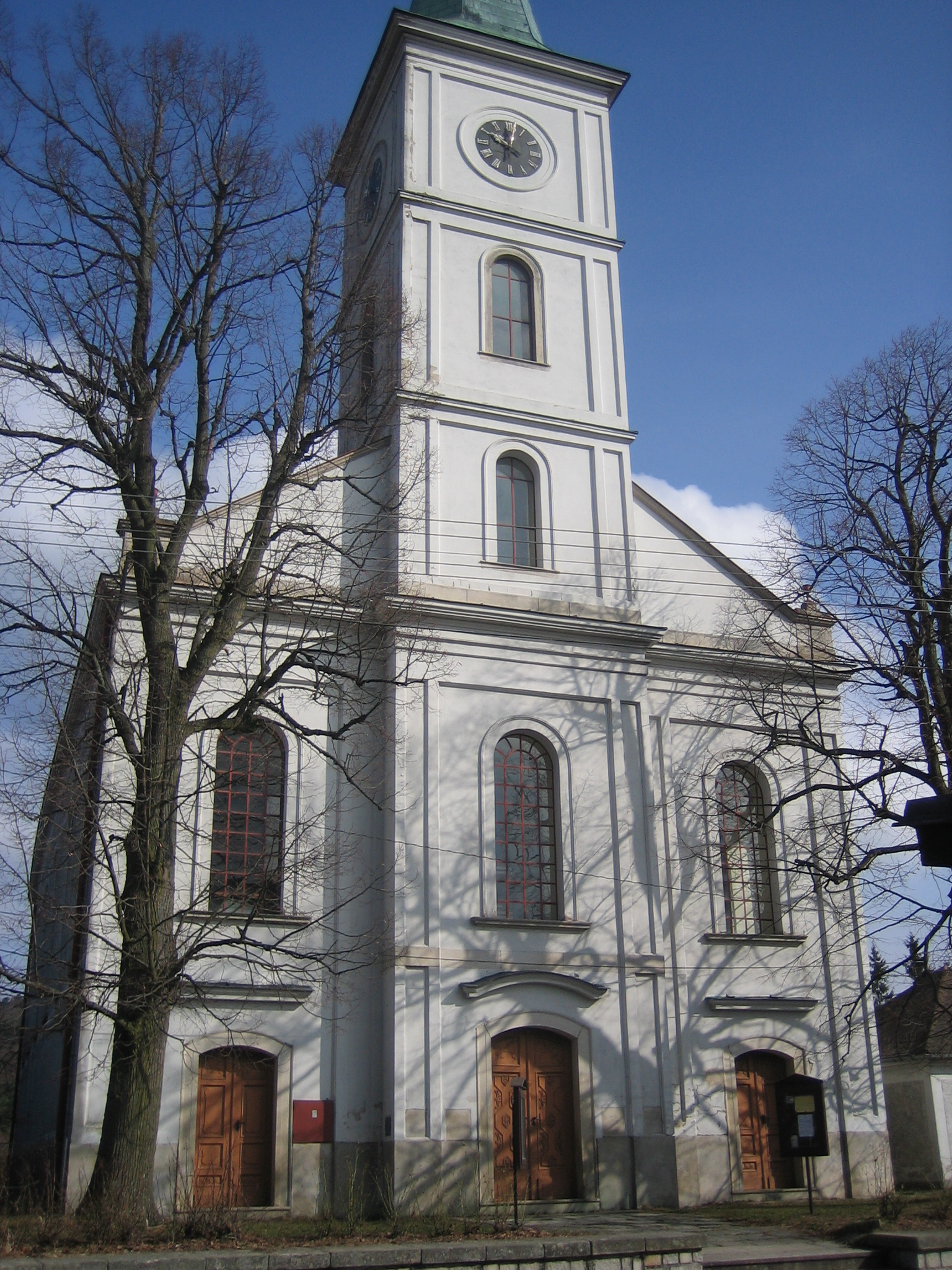
Ansicht von Süden

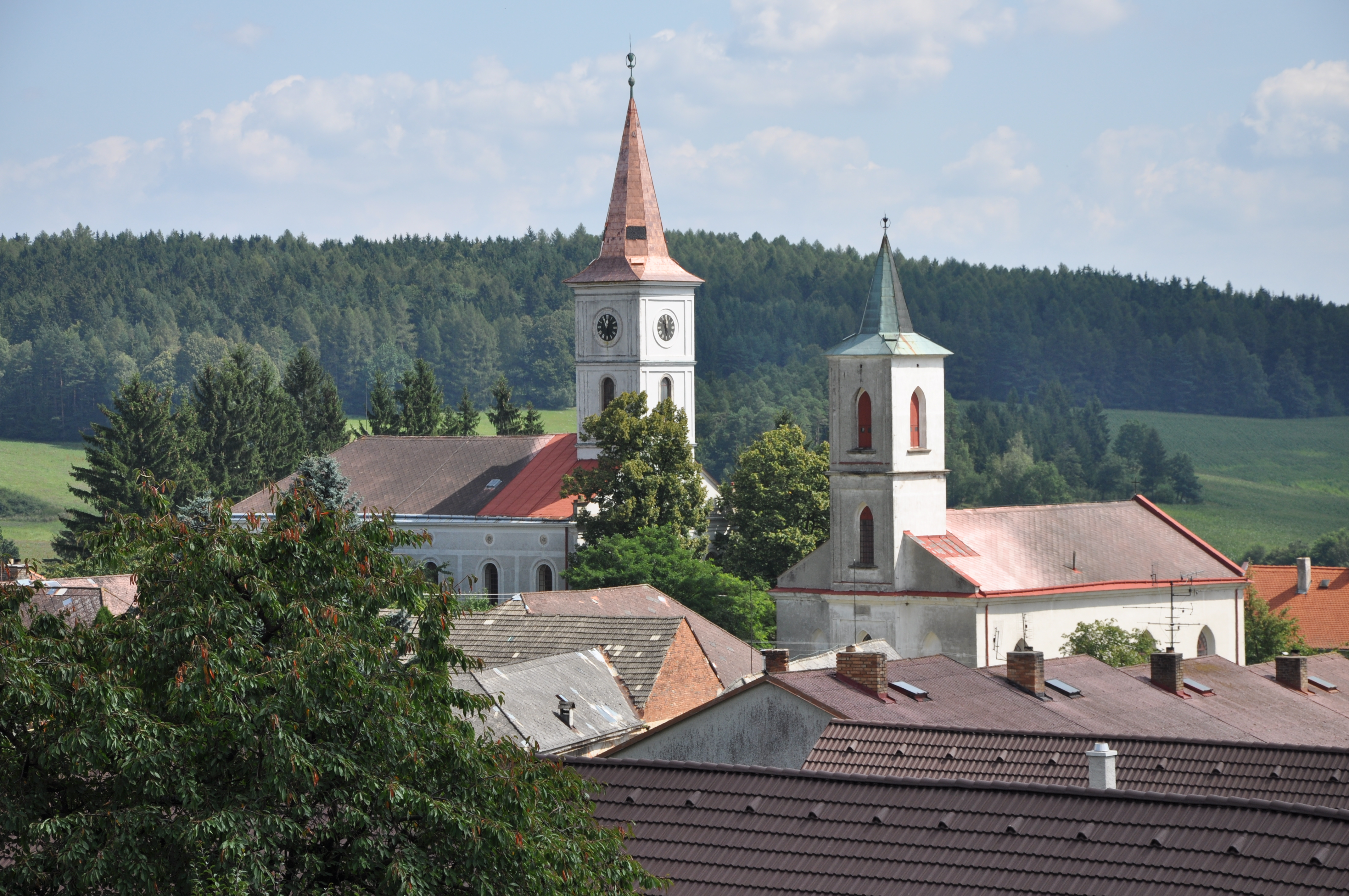
Obere (links) und Untere Kirche (rechts)

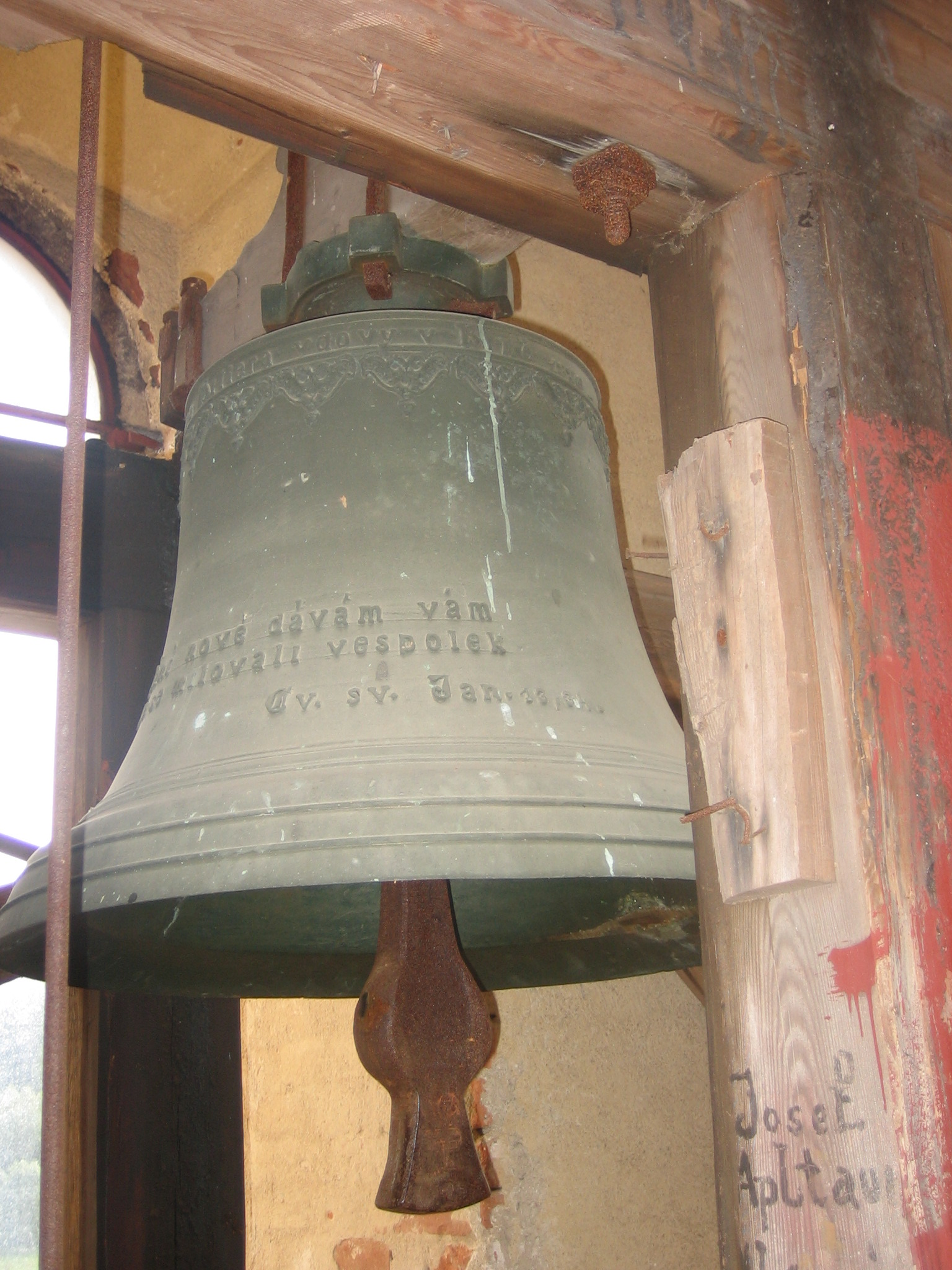
Glocke

Die Obere Kirche (tschechisch Horní kostel), auch Helvetische Kirche (Helvétský kostel) ist das größere der beiden evangelischen Kirchengebäude in Velká Lhota (Groß Lhota) im Okres Jindřichův Hradec, Tschechien. Das als Pfarrkirche der Evangelischen Kirchgemeinde H. B. Velká Lhota errichtete historistische Bauwerk gehört seit 1918 zur Evangelischen Kirche der Böhmischen Brüder (EKBB), die es heute für Ausstellungen und Konzerte nutzt. Seit 2016 ist die Kirche Teil der Predigerstation Velká Lhota u Dačic der Kirchgemeinde Telč im Seniorat Horácký der EKBB.

## Lage
Die Kirche steht in der Ortsmitte von Velká Lhota an der Nordseite der den Ort durchziehenden Staatsstraße II/408. Unmittelbar südwestlich befindet sich die Untere Kirche, im Südosten das Obere (č.p.37) und Untere Pfarrhaus (č.p.31). Die beiden Kirchen sind Ausgangs- und Endpunkt des Lehrpfades Valdenské a české reformace (Waldenser und tschechische Reformation).

## Beschreibung
Das einschiffige Bauwerk besteht aus einem rechteckigen Schiff in der Achse Nord-Süd mit hohen Bogenfenstern und Walmdach. Die im Süden – giebelständig zur Straße – befindliche Hauptfassade ist im Erdgeschoss mit drei Eingängen versehen. Der dort, leicht vorgerückt, angebaute Turm mit dem Haupteingang und einer Turmuhr hat einen quadratischen Grundriss mit spitzem Knickhelm.

## Geschichte
Fast alle Bewohner der mährischen Dörfer Groß-Lhota, Schach, Brandlin und Radlitz waren trotz der während des Dreißigjährigen Krieges vorangetriebenen Rekatholisierung protestantisch geblieben. In diesen Orten lag der "akatholische" Bevölkerungsanteil im Jahre 1781 bei 95 %, aber auch in anderen Dörfern der Umgebung hatten zahlreiche Einwohner ihr Glaubensbekenntnis zum Unitas Fratrum gewahrt. Unmittelbar nach Bekanntgabe des Josephinischen Toleranzpatents bildete sich 1781 in Groß-Lhota eine Gemeinde der Evangelischen Kirche A.B. mit einem weiten Sprengel, die zwischen 1782 und 1784 ein Toleranzbethaus sowie ein Pfarrhaus mit Schulsaal in Groß-Lhota errichtete. Am westlichen Ortsrand wurde ein evangelischer Friedhof angelegt. Schon bald entstanden Differenzen zwischen den in der utraquistischen Tradition stehenden Gemeindegliedern und ihrem Pastor Daniel Bočko, der sowohl die Anwendung der Praxis pietatis von Comenius und Abhaltung des Heiligen Abendmahls nach Art der Böhmischen Brüder als auch den Gebrauch von deren Gesangbuch verweigerte. Diese führten 1787 zu einer Gemeindespaltung, bei der zwei Drittel der Gemeinde zur Evangelischen Kirche H.B. übertraten und eine neue Kirchgemeinde gründeten. Erster reformierter Pastor wurde Theophil Stettinius. Zwischen dem Bethaus und dem alten Pfarrhaus errichtete die Reformierte Gemeinde 1789 ihr eigenes Pfarrhaus (Haus č.p. 37), das 1838 durch einen eingeschossigen klassizistischen Bau ersetzt wurde. Das Bethaus nutzten beide Gemeinden gemeinschaftlich, den Reformierten stand es jeweils in der Zeit zwischen 8 und 10 Uhr sowie zwischen 13 und 14 Uhr zur Verfügung.
Nachdem durch das Protestantenpatent von 1861 die Baubeschränkungen für evangelische Kirchen aufgehoben worden waren, begann die Reformierte Gemeinde am 12. August 1867 vis-a-vis des Bethauses unter hoher finanzieller Beteiligung ihrer Gemeindeglieder mit dem Bau eines eigenen Kirchengebäudes. Der Baukostenanteil lag für einen Halbhüfner bei 149 Gulden; jeder Viertelhüfner zahlte 100, Familianten 50, Häusler 34 und Hofer 16 Gulden. Die Weihe erfolgte am 21. Oktober 1873. Im Jahre 1876 wurde der Kirchturm angebaut und 1877 mit zwei Glocken ausgestattet.
Kurz nach der Gründung der Tschechoslowakei lösten sich die dortigen Gemeinden der Evangelischen Kirchen A.B. und H.B. am 17. Dezember 1918 von ihren Kirchen in Österreich los und schlossen sich zur Evangelischen Kirche der Böhmischen Brüder (EKBB) zusammen. Infolgedessen wurden die beiden Pfarreien in Velká Lhota zusammengelegt. Zur neuen Pfarrei Velká Lhota u Dačic der EKBB gehörten fünf Kirchen; neben den beiden Kirchen im Pfarrort waren dies die Heilig-Geist-Kirche in Telč sowie die evangelischen Kirchen in Strmilov und Valtínov. Die ehemalige Reformierte Kirche in Velká Lhota wurde fortan als Sommerkirche genutzt, während die kleinere ehemals Augsburgische Kirche als Winterkirche diente.
Am 13. Januar 1992 wurden beide Kirchen und Pfarrhäuser zum Kulturdenkmal „evangelický toleranční areál“ (Evangelisches Toleranzareal) erklärt.
Mit Wirkung vom 1. Januar 2016 erfolgte der Zusammenschluss der evangelischen Pfarreien Telč und Velká Lhota u Dačic, wobei Velká Lhota zu einer Predigerstation der Pfarrei Telč und die Predigerstation Valtínov der Pfarrei Jindřichův Hradec der EKBB zugeordnet wurde. Wegen Rückgangs der Gemeindemitglieder wird heute die Untere Kirche als Sommerkirche genutzt, während sich die Gemeinde im Winter nun im Unteren Pfarrhaus (č.p.31) trifft.
In der Oberen Kirche wurde eine Dauerausstellung Česká reformace v evropském kontextu (Tschechische Reformation im europäischen Kontext) eingerichtet. Der örtliche Kammerchor nutzt die Kirche für Konzerte, bei denen auch die denkmalgeschützte Orgel erklingt; ebenso finden darin Veranstaltungen des Verbands der Freunde des Museums der tschechischen Reformation statt.